# 卡內拉 (南里約格朗德州)

卡内拉附近的卡拉科尔瀑布

卡内拉（葡萄牙語：Canela），直譯为“肉桂”，是巴西南里奥格兰德州的一个镇。卡内拉和邻近的格拉玛多（Gramado）都是重要的旅游胜地，每年都吸引许多游客。生态旅游在该地区非常受欢迎，并有许多登山、攀岩、骑马和漂流的地方。卡内拉主要的旅游景点是著名的卡拉科尔公园、石教堂和蜗牛瀑布公园。正如姐妹城市格拉玛多，卡内拉在冬季吸引大量游客，在那里可能会出现降雪，圣诞节期间有很多节日装饰。卡内拉是旅游景区浪漫路线的一部分。